# Gautrain

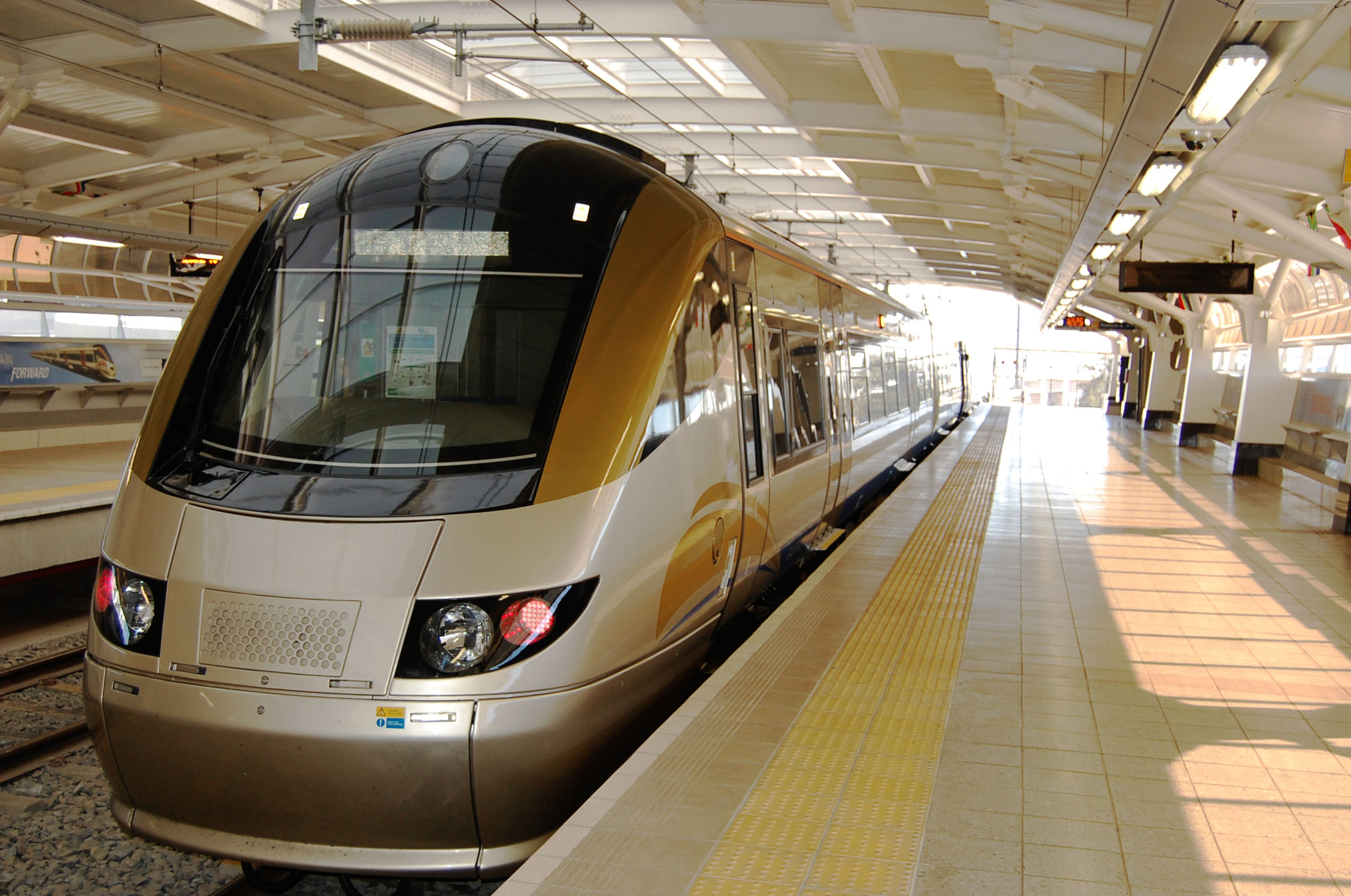
Gautrain a l'estació de tren de l'Aeroport Internacional O.R. Tambo.

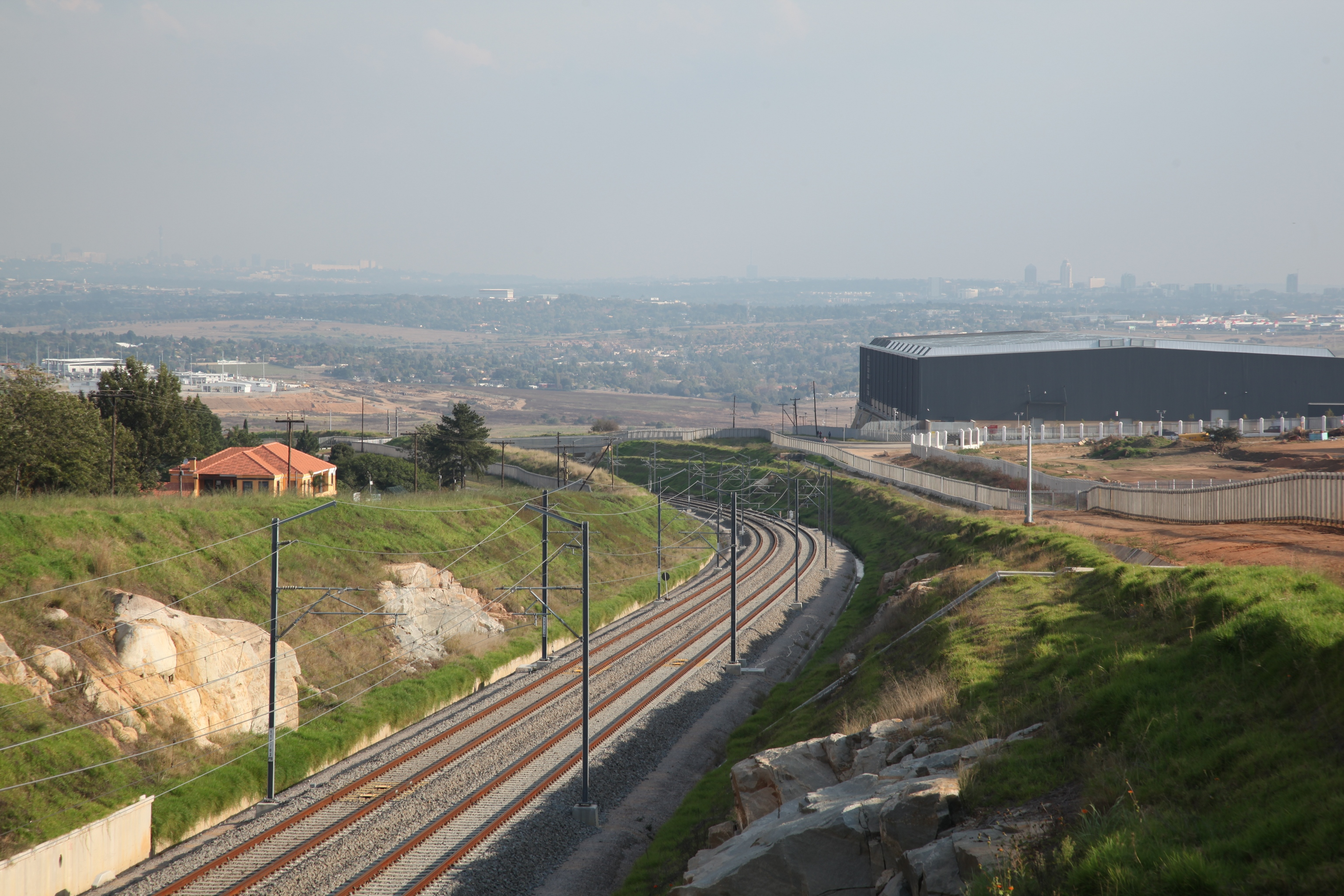
Vies de tren de Gautrain a Midrand.

El ferrocarril Gautrain és un sistema de transport massiu ràpid utilitzat en la província de Gauteng a Sud-àfrica. El sistema connecta Johannesburg i Pretòria amb l'Aeroport Internacional O.R. Tambo a Johannesburg. La línia es caracteritza per viatjar a velocitats mitjana de 160 km/h. El voltatge requerit per alimentar el seu motor és de 25.000 V CA. Els rails usen un ample estàndard de 1.435 mm. La longitud actual de el sistema és 80 km. El sistema ferroviari té 10 estacions. El tram entre l'estació Johannesburg Park i l'estació Marlboro és subterrani.

## Estacions
- Johannesburg Park Station (subterrània)
- Rosebank (subterrània)
- Sandton (subterrània)
- Marlboro (a nivell)
- Rhodesfield (elevada)
- Aeroport Internacional O.R. Tambo (elevada)
- Midrand (a nivell)
- Centurion (elevada)
- Pretòria (a nivell)
- Hatfield (a nivell)